# 사바에정
사바에정(鯖江町)은 후쿠이현 이마다테군에 있던 정이다. 현재의 사바에시 중심부에 해당한다.

## 역사
- 1889년 4월 1일 - 정촌제 시행에 의해 9개 정의 구역을 가지고 사바에정이 성립하였다.
- 1948년 11월 3일 - 신요코에촌, 후나쓰촌과 합병해, 새로운 사바에정이 성립하였다.
- 1955년 1월 15일 - 신메이정, 가타카미촌, 나카가와촌, 뉴군, 다치마치촌, 요시카와촌, 유타카촌과 합병해 사바에시가 성립하여, 동일 사바에정은 폐지되었다.

## 교통

### 철도
- 일본국유철도
  - 호쿠리쿠 본선
- 후쿠이 철도
  - 후쿠부선

### 도로
- 국도 제8호선

## 참고문헌
- 角川日本地名大辞典 18 福井県